# Gajus Flaminius (konsul 223 f.Kr.)
Gajus Flaminius (ca. 275 f.Kr. – 24. juni 217 f.Kr.) var en førende romersk politiker, statsmand og general, som levede i det tredje århundrede f.Kr. Flaminius tjente som konsul to gange, i 223 og 217 f.Kr. Han er bemærkelsesværdig for Lex Flaminia, en jordreform vedtaget i 232 f.Kr., opførelsen af Circus Flaminius i 221 f.Kr. og anlæggelsen af Via Flaminia. Han blev dræbt i kamp forbindelse med Slaget ved Trasimenosøen i 217 f.Kr. under den Anden Puniske Krig, da han ledte en romersk hær mod Hannibals hær. Flaminius hyldes af kilder fra antikken som en dygtig taler og en mand besiddende stor fromhed, styrke og beslutsomhed. Han kritiseres dog samtidig af forfattere såsom Cicero og Livius for sin folkelige politik og tilsidesættelse af romerske traditioner – især i hans periode som plebejertribun og hans anden periode som konsul.

## References
1. ↑  Navnet er anført på engelsk og stammer fra Wikidata hvor navnet endnu ikke findes på dansk.
2. ↑  Cicero, Brutus, 57 Arkiveret 5. marts 2013 hos  Wayback Machine; Valerius Maximus, 5.4.5; Livy, 22.5-6.
3. ↑  Cicero, De Inventione, 2.52; Livy, 21.63.